# Жамбил (селище)
Жамби́л (каз. Жамбыл) — селище у складі Шетського району Карагандинської області Казахстану. Адміністративний центр та єдиний населений пункт Жамбильської селищної адміністрації.
Населення —  (2021; 151 у 2009, 464 у 1999, 1714 у 1989).
Станом на 1989 рік селище називалось Джамбул.